# Хип, Джейн
Джейн Хип (1887—1964) — американская издательница, педагог, редактор.
Родилась в 1887 году в США в городе Топека, штат Канзас. После окончания школы она переехала в Чикаго и училась в Чикагском Художественном Институте, а впоследствии преподавала живопись в Институте Льюиса. В 1912 году Хип стала одним из основателей Чикагского Малого театра Мориса Брауна, авангардной театральной группы, которая ставила пьесы Чехова, Ибсена и Стриндберга, а также произведения современных авторов. В 1916 году она познакомилась с Маргарет Андерсон и вместе с ней начала издавать литературный журнал «Литтл Ревю». В первое время журнал выходил в Чикаго, а с 1917 года – в Нью-Йорке. Работа Джейн Хип в журнале казалась совсем незаметной, она подписывала свои материалы просто «Дж. Х.», и поэтому её называли «одним из наиболее незаслуженно забытых участников пульсации модернизма между Америкой и Европой в начале двадцатого века». Тем не менее, она олицетворяла творческую и движущую силу журнала и на самом деле сыграла весьма важную роль в продвижении модернизма в литературе.
Журнал опубликовал множество произведений выдающихся американских, английских и ирландских писателей, таких, как Эзра Паунд, Т. С. Элиот, Харт Крейн, Эрнест Хемингуэй, Уильям Батлер Йетс, Андре Бертон, Жан Кокто, Карл Сандбург, Гертруда Штейн, Уоллас Стивенс и Джеймс Джойс. Именно «Литтл Ревю» впервые подарил читателям в 1920 году некоторые главы из романа Джойса «Улисс», изданные по рекомендации Эзры Паунда. После того, как Андерсон оставила свою должность, в 1920 году Джейн Хип стала главным редактором журнала и успешно представила публике поэзию сюрреалистов и дадаистов.
Впервые Хип услышала о Гурджиеве от Оража и в 1924 году в Нью-Йорке организовала в своих апартаментах в Гринвич Вилладж занятия группы учеников, где и встретилась с Гурджиевым.
В 1925 году она отправилась в Париж и стала ученицей Гурджиева в его «Институте гармонического развития человека». Андерсон уехала в Париж в 1924-м, и они продолжили издавать «Литтл Ревю» до 1929 года, когда было принято решение прекратить издание журнала. Примерно в это время Джейн Хип стала мачехой для двух племянников Андерсон, после того, как у её сестры произошёл нервный срыв. В 1925 году Джейн создала свою группу, нацеленную на изучение духовного наследия Гурджиева, в которую вошли Кэтрин Халм и Солита Солано. Позднее группа превратилась в женское объединение «Верёвка», получавшее знания у Хип и у Гурджиева. В 1925 году Гурджиев предложил Джейн переехать в Лондон и основать новую группу учеников. Джейн Хип провела в Лондоне последнюю часть своей жизни. Её группа стала очень популярной среди лондонских поклонников авангарда, в число которых входил Питер Брук, впоследствии ставший театральным продюсером. Хип знакомила читателей со своими идеями только на страницах «Литтл Ревю». Сборник, объединивший её афоризмы и афоризмы Гурджиева, а также некоторые заметки, отражающие её подход к идеям Гурджиева, опубликовали бывшие ученики Джейн. В 1964 году Хип умерла от диабета.